# Gustaph (énekes)
Stef Caers (művésznevén: Gustaph, Leuven, 1980. július 5. – ) belga énekes és zeneszerző. Ő képviselte Belgiumot a 2023-as Eurovíziós Dalfesztiválon, Liverpoolban, Because of You című dalával, ahol a hetedik helyen végzett.

## Pályafutása
A Genti Egyetemen tanult zenetudomány szakon. 2000-ben Steffen művésznévvel megjelent első dala, a Gonna Lose You, ami 22. helyezést ért el a flamand slágerlistán. A következő dala, a Sweetest Thing egy kudarc volt, ezért elhagyta művésznevét és inkább a stúdiómunkára és a zeneszerzésre koncentrált.
2018-ban és 2021-ben vokalistaként erősítette a belga produkciókat az Eurovíziós Dalfesztiválon.
2022. november 8-án az VRT bejelentette, hogy az énekes is bekerült a 2023-as Eurosong mezőnyébe. A kiválasztott előadók két dalt prezentáltak, Gustaph esetében a Because of You és a The Nail, melyekből végül az előbbit választotta versenydalának. A 2023. január 14-i döntőben az ő dala szerezte a legtöbb pontot annak ellenére, hogy a zsűri szavazáson harmadik, a nézői szavazáson második helyezett lett, így ő képviselhette hazáját az Eurovíziós Dalfesztiválon.

## Diszkográfia

### Kislemezek
- Gonna Lose You (2000)
- Sweetest Thing (2000)
- Same Thing (2011)
- Jaded (2011)
- Second Coming (2020)
- Because of You (2023)
- The Nail (2023)
- Already Know (2023)

### Közreműködések
- Running (Blende, 2014)
- Silence Is Consent (Moonlight Matters, 2016)
- My Curse and Cure (Hercules & Love Affair, 2018)
- Chocolat (Hot Spell, 2018)
- Call (Lady Linn, 2022)